# Azalea Open Invitational
O Azalea Open Invitational foi um torneio masculino de golfe no PGA Tour. Foi disputado pela última vez em 1971. Fez parte do calendário do PGA em 1945 e anualmente entre 1949 e 1970. Foi disputado sob os nomes de Azalea Open e de  Wilmington Azalea Open.

## Anfitriões do torneio
- 1946–71 Cape Fear Country Club, em Wilmington, Carolina do Norte
- 1945 Mobile Country Club, em Mobile, Alabama

## Campeões
Azalea Open Invitational
- 1971 George Johnson (vitória não oficial do PGA Tour)
- 1970 Cesar Sanudo
- 1969 Dale Douglass
- 1968 Steve Reid
- 1967 Randy Glover
- 1966 Bert Yancey[1]
- 1965 Dick Hart

Azalea Open
- 1964 Al Besselink
- 1963 Jerry Barber
- 1962 Dave Marr
- 1961 Jerry Barber
- 1960 Tom Nieporte
- 1959 Art Wall Jr.
- 1958 Howie Johnson
- 1957 Arnold Palmer
- 1956 Mike Souchak
- 1955 Billy Maxwell
- 1954 Bob Toski
- 1953 Jerry Barber
- 1952 Jimmy Clark

Wilmington Azalea Open
- 1951 Lloyd Mangrum
- 1950 E.J. "Dutch" Harrison

Wilmington Open
- 1949 Henry Ransom

Azalea Open
- 1946 Al Besselink (amador; evento não oficial do PGA Tour)
- 1945 Sammy Byrd